# Йоване (князь Кахетії)
Йоване (Іоанн) I (груз. იოვანე; д/н — 790) — 7-й еріставі (князь) Кахетії в 786—790 роках.

## Життєпис
Походив з династії Хосровідів. Старший син Арчіла I, еріставі Кахетії. Відомостей про його діяльність обмаль. Після загибелі батька 786 року успадкував владу. З огляду на арабську загрозу розділив панування з молодшим братом Джуаншером.
Приблизно до 790 року підтримав антиарабське повстання в Кавказькій Албанії. Втім зазнав поразки Хозарського каганату, союзника халіфату, й разом з матір'ю та 2 сестрами втік до Абазгії, де невдовзі помер.